# العلاقات الإسواتينية الغرينادية
العلاقات الإسواتينية الغرينادية هي العلاقات الثنائية التي تجمع بين إسواتيني وغرينادا.

## مقارنة بين البلدين
هذه مقارنة عامة ومرجعية للدولتين:
| وجه المقارنة                                              | إسواتيني                                   | غرينادا                                |
| --------------------------------------------------------- | ------------------------------------------ | -------------------------------------- |
| المساحة (كم2)                                             | 17.36 ألف                                  | 348                                    |
| عدد السكان (نسمة)                                         | 1.37 مليون                                 | 107.83 ألف                             |
| الكثافة السكانية (ن./كم²)                                 | 78.92                                      | 30.99 ألف                              |
| العاصمة                                                   | لوبامبا، مبابان                            | سانت جورجز                             |
| اللغة الرسمية                                             | لغة إنجليزية، لغة سوازي                    | لغة إنجليزية، إنكليزية غرنادة المولدة ‏ |
| العملة                                                    | ليلانغيني سوازيلندي                        | دولار شرق الكاريبي                     |
| الناتج المحلي الإجمالي (بليون دولار)                      | 4.41 مليار                                 | 1.12 مليار                             |
| الناتج المحلي الإجمالي (تعادل القوة الشرائية) بليون دولار | 11.13 مليار                                | 1.45 مليار                             |
| الناتج المحلي الإجمالي الاسمي للفرد دولار أمريكي          | 3.20 ألف                                   | 9.21 ألف                               |
| الناتج المحلي الإجمالي للفرد دولار أمريكي                 | 8.29 ألف                                   | 12.43 ألف                              |
| مؤشر التنمية البشرية                                      | 0.531                                      | 0.750                                  |
| رمز المكالمات الدولي                                      | +268                                       | +1473                                  |
| رمز الإنترنت                                              | .sz                                        | .gd                                    |
| المنطقة الزمنية                                           | التوقيت القياسي لجنوب أفريقيا، ت ع م+02:00 | 00                                     |

## منظمات دولية مشتركة
يشترك البلدان في عضوية مجموعة من المنظمات الدولية، منها:
| علم المنظمة | اسم المنظمة                                 | تاريخ انضمام إسواتيني | تاريخ انضمام غرينادا |
| ----------- | ------------------------------------------- | --------------------- | -------------------- |
|             | الاتحاد البريدي العالمي                     | ?                     | ?                    |
|             | يونسكو                                      | 25 يناير 1978         | 17 فبراير 1975       |
|             | البنك الدولي للإنشاء والتعمير               | 22 سبتمبر 1969        | 27 أغسطس 1975        |
|             | منظمة التجارة العالمية                      | ?                     | ?                    |
|             | وكالة ضمان الاستثمار متعدد الأطراف          | 18 أبريل 1990         | 12 أبريل 1988        |
|             | دول الكومنولث                               | ?                     | ?                    |
|             | الاتحاد الدولي للاتصالات                    | 11 نوفمبر 1970        | 17 نوفمبر 1981       |
|             | منظمة الشرطة الجنائية الدولية               | ?                     | ?                    |
|             | مؤسسة التمويل الدولية                       | 22 سبتمبر 1969        | 28 أغسطس 1975        |
|             | الأمم المتحدة                               | 24 سبتمبر 1968        | 17 سبتمبر 1974       |
|             | مجموعة دول أفريقيا والكاريبي والمحيط الهادئ | ?                     | ?                    |
|             | مؤسسة التنمية الدولية                       | 22 سبتمبر 1969        | 28 أغسطس 1975        |
|             | منظمة حظر الأسلحة الكيميائية                | ?                     | ?                    |
|             | المركز الدولي لتسوية المنازعات الاستشارية   | 14 يوليو 1971         | 23 يونيو 1991        |